# Raphael Lea'i
 (janvier 2023).
Raphael Lea'i, né le 9 septembre 2003 à Honiara aux Îles Salomon, est un footballeur international salomonais. Il joue en tant qu'attaquant au Wollongong Wolves.

## Biographie

### Jeunesse
Raphaël Lea'i est né le 9 septembre 2003 à Honiara, capitale de l'archipel des Salomon. Il est d'abord remarqué par ses performances au futsal, et attire l'attention des médias en 2018 lorsqu'il participe aux Jeux olympiques de la jeunesse ainsi que le championnat d'Océanie des moins de 16 ans.

### En club

#### Tentative d'essai en Argentine (2018)
Lors des différents tournois auxquels il participe à l'âge de quinze ans, il est approché par un club de première division argentine, Godoy Cruz, qui lui propose un essai d'une semaine, afin de mieux apprécier son profil.
L'essai n'a néanmoins pas lieu, le club argentin ne pouvant lui offrir un contrat avant ses dix-huit ans, et seule une bourse éducative pourrait permettre au jeune attaquant de s'entraîner en Argentine, Felipe Vega-Arango, directeur technique de l'équipe des Îles Salomon, estimant que Raphaël doit d'abord se rendre à l'école avant de penser football.

#### Marist FC (2018)
Empêché d'aller en Argentine, Raphaël Lea'i signe alors avec le Marist FC, avec qui il fait ses débuts professionnels en août 2018. Il quitte le club au début de l'année 2019, se rendant en Nouvelle-Zélande, étant détenteur d'une bourse.

#### Bourse en Nouvelle-Zélande (2019)
Le joueur reçoit, avec son coéquipier Leon Kofana, une bourse lui permettant d'étudier en Nouvelle-Zélande pour l'année 2019, ainsi que de rejoindre l'académie du Wellington Phoenix. Il y réalise une très belle année, mais ne reconduit pas sa bourse et son contrat pour 2020, souhaitant rester à Honiara afin de jouer la Ligue des champions d'Océanie avec les Henderson Eels.

#### Henderson Eels FC (2019-2023)
Il débarque aux Henderson Eels lors de l'automne 2019, toujours accompagné de Leon Kofana, en marquant ses premiers buts dès novembre contre son ancien club, alors qu'il était encore lié avec l'académie de Wellington Phoenix, où il ne retournera pas malgré une bourse pour l'année 2020.
Si ses performances en championnat étaient déjà saluées, il se fait encore plus remarquer en O-League, où il est, dès la première mi-temps du premier match (contre Lae City, club de Papouasie-Nouvelle-Guinée), décisif avec son club. Il s'est même imposé comme le joueur majeur de l'équipe, étant le seul à apporter du "jeu et de la créativité".

##### Un joueur courtisé par des clubs européens
S'il avait été d'ores et déjà courtisé en 2018 par des clubs argentins ou australiens, comme Brisbane Roar, il est annoncé vers la Turquie en août 2022 afin de faire un essai, mais l'accord n'est pas conclu en raison d'un problème de visa.
Les rumeurs sont de retour en janvier 2023, lorsque l'attaquant se rend en Bosnie-Herzégovine afin de s'entraîner pendant deux mois avec l'un des clubs les plus forts du championnat bosnien, ayant déjà participé à des Coupes d'Europe récemment le FK Velež Mostar, l'objectif étant ensuite de participer à un essai avec Antalyaspor,. Après un match amical avec le club bosnien où ses qualités sont remarquées tant par le club que par ses supporters, d'après le président des Henderson Eels - Wakio Tareina'a -, la tendance serait désormais de signer un contrat avec Mostar, plutôt que de partir en Turquie,.

#### FK Velež Mostar (2023)
Le jeune international signe finalement son premier contrat professionnel en Europe, en signant jusqu'en mai 2024 au FK Velež Mostar, avec une année en option. C'est le premier joueur salomonais à signer un contrat professionnel en Europe.
Il délivre sa première passe décisive en avril 2023 contre le FK Tuzla, et inscrit son premier but en mai contre le FK Igman Konjic. Il quitte le club dès septembre 2023, ne supportant plus d'être aussi éloigné de sa famille.

### En sélection
Il participe avec l'équipe de futsal des -17 ans des Îles Salomon le tournoi de futsal de l'OFC en 2017. 
Il joue cinq matchs avec les moins de 17 ans au football, où il marque huit buts.
Il fait ses débuts en équipe nationale à l'âge de 18 ans en mars 2022, où il participe aux qualifications pour la Coupe du Monde contre les Îles Cook, match dans lequel il délivre sa première passe décisive. Il marque son premier but et premier triplé pour son deuxième match avec l'équipe nationale contre Tahiti.
En juin 2024, il figure dans la liste des 23 joueurs salomonais retenus par Jacob Moli pour participer à la Coupe d'Océanie 2024,.

## Caractéristiques
Buteur prolifique, il est considéré comme étant un joueur créatif et technique.

## Statistiques

### Liste des matchs internationaux
| Matchs internationaux de Raphaël Lae'i | Matchs internationaux de Raphaël Lae'i | Matchs internationaux de Raphaël Lae'i | Matchs internationaux de Raphaël Lae'i | Matchs internationaux de Raphaël Lae'i | Matchs internationaux de Raphaël Lae'i | Matchs internationaux de Raphaël Lae'i              |
|                                        | Date                                   | Lieu                                   | Adversaire                             | Résultat                               | Compétition                            | Notes                                               |
| -------------------------------------- | -------------------------------------- | -------------------------------------- | -------------------------------------- | -------------------------------------- | -------------------------------------- | --------------------------------------------------- |
| 1.                                     | 17 mars 2022                           | Grand Hamad Stadium, Doha, Qatar       | Îles Cook                              | 0 - 2                                  | Éliminatoires Coupe du Monde 2022      | Titulaire, remplacé à la 63e minute par Gagame Feni |
| 2.                                     | 24 mars 2022                           | Grand Hamad Stadium, Doha, Qatar       | Tahiti                                 | 3 - 1                                  | Éliminatoires Coupe du Monde 2022      | Titulaire, auteur d'un triplé.                      |
| 3.                                     | 27 mars 2022                           | Grand Hamad Stadium, Doha, Qatar       | Papouasie-Nouvelle-Guinée              | 3 - 2                                  | Éliminatoires Coupe du Monde 2022      | Titulaire, auteur d'un but.                         |
| 4.                                     | 30 mars 2022                           | Grand Hamad Stadium, Doha, Qatar       | Nouvelle-Zélande                       | 0 - 5                                  | Éliminatoires Coupe du Monde 2022      | Titulaire.                                          |
| 5.                                     | 21 septembre 2022                      | Korman Stadium, Port-Vila, Vanuatu     | Nouvelle-Calédonie                     | 0 - 1                                  | Match amical                           | Titulaire.                                          |
| 6.                                     | 24 septembre 2022                      | Korman Stadium, Port-Vila, Vanuatu     | Fidji                                  | 2 - 2                                  | Match amical                           | Titulaire, auteur d'un but.                         |
| 7.                                     | 27 septembre 2022                      | Korman Stadium, Port-Vila, Vanuatu     | Vanuatu                                | 1 - 1                                  | Match amical                           | Titulaire, auteur d'un but.                         |
| 8.                                     | 30 septembre 2022                      | Korman Stadium, Port-Vila, Vanuatu     | Fidji                                  | 0 - 1                                  | Match amical                           | Titulaire.                                          |